# Joseph Tual
Pour les articles homonymes, voir Tual.
Joseph Tual, né en 1961 à Redon, en Bretagne, est un journaliste et grand reporter français. 

## Biographie
Il entre à France 3 en 1987 en tant que journaliste reporter d'images où il s'illustre notamment en étant l'auteur des images exclusives de Wahid Gordji, alors réfugié dans l'enceinte de l'ambassade d'Iran à Paris. 
Pour la rédaction de France 3, il couvre de nombreux événements, guerres et conflits armés majeurs, tels que, la fin de la guerre Iran-Irak, la chute des régimes communistes d'Europe de l'Est, à Prague en Tchécoslovaquie, puis à Bucarest, en Roumanie, la première guerre du Golfe, mais également la guerre de Yougoslavie et le génocide au Rwanda,… Il passera également de longs mois en Afghanistan en 1988, puis en 2001. 
Parallèlement, il développe un travail de journalisme d'investigation, s'intéressant par exemple à la disparition de Mehdi Ben Barka, à l'affaire Robert Boulin, à l'assassinat de Ali André Mécili, à l'assassinat des moines de Tibhirine, à l'attentat de 2002 à Karachi, ou encore à la disparition de Guy-André Kieffer.
En 2008, il est convoqué à deux reprises par la police, après la diffusion anonyme par vidéo de propos émis en « off » par Nicolas Sarkozy, ce qu'il dénonce comme une manœuvre d'intimidation et à quoi il répond par une lettre ouverte. 
En 2018, après plusieurs années où il dit avoir eu le sentiment que ses enquêtes d'investigations intéressaient de moins en moins sa rédaction, il est licencié après que la chaîne a refusé la parution d'un scoop sur une ordonnance de renvoi concernant Nicolas Sarkozy dans l'affaire Bismuth. La chaîne invoque un motif de « manquement grave à l’obligation de loyauté », Joseph Tual ayant relayé sur Twitter un communiqué peu élogieux pour elle de la société des journalistes de France Télévision. En juin 2021, le conseil des prud’hommes de Paris annule le licenciement, ordonne la réintégration et le versement des salaires dus depuis et condamne France Télévisions pour « faits de censure et d’interdit professionnel ».